# Николай Къртев
Николай Къртев е български волейболист, състезател на ВК Хебър (Пазарджик).

## Спортна биография
Николай Къртев е бивш младежки национал на България. През годините се е състезавал още за ВК Монтана, ВК Виктория Волей и ВК Нефтохимик 2010. През 2021г. Ники Къртев играе в Националния отбор по волейбол на България